# Возный, Иван Корнеевич
Ива́н Корне́евич Во́зный (1907—1985) — полный Кавалер ордена Славы, участник Великой Отечественной войны.

## Биография
Иван Возный родился 15 июня 1907 года в селе Руликов Васильковского уезда Киевской губернии в семье украинского крестьянина.
Окончил 3 класса. Работал в колхозе. В Красной Армии и в боях в Великой Отечественной войны с 1943 года.
Сапёр 465-го стрелкового полка (167-я стрелковая дивизия, 1-я гвардейская армия, 1-й Украинский фронт) рядовой Возный 19 июля 1944 года, переправившись с группой воинов на левый берег реки Стрина, разминировал дорогу к селу Глинная, мост через реку Днестр. 5 августа 1944 года награждён орденом Славы 3 степени.
Командир отделения сапёрного взвода тех же полка и дивизии (1-я гвардейская армия, 4-й Украинский фронт) сержант Возный с подчиненными 25 сентября 1944 года в районе населенного пункта Команча (севернее города Ужгород) разминировал железнодорожный мост, обезвредил 14 мин, участвовал в захвате тягача и пушки, уничтожил 4 солдат противника. 29 октября 1944 года награждён орденом Славы 2 степени.
В районе города Моравска Острава (Чехословакия) старший сержант Возный участвовал в обеспечении форсирования полком реки Одер. С 1943 года по 1945 год Возный снял около 1500 мин и установил до 4000 мин. 19-20 апреля 1945 года принимал участие в освобождении железнодорожной станции и населенного пункта Ольза (16 км юго-восточнее города Рацибуж, Польша). 15 мая 1946 года награждён орденом Славы 1 степени.
Старшина Возный демобилизован в сентябре 1945 года. Жил в селе Руликов (Васильковский район Киевская область). Работал электриком.
Награждён орденом Отечественной войны 2 степени.
Умер 1 марта 1985 года.